# ایتالین لاین
ایتالین لاین (انگلیسی: Italian Line) شرکت گردشگری ایتالیایی است، که در سال ۱۹۳۲ تأسیس شد.